# Coffea betamponensis
Coffea betamponensis är en måreväxtart som beskrevs av Portères och J.-f.Leroy. Coffea betamponensis ingår i släktet Coffea och familjen måreväxter. Inga underarter finns listade i Catalogue of Life.